# La Caixa

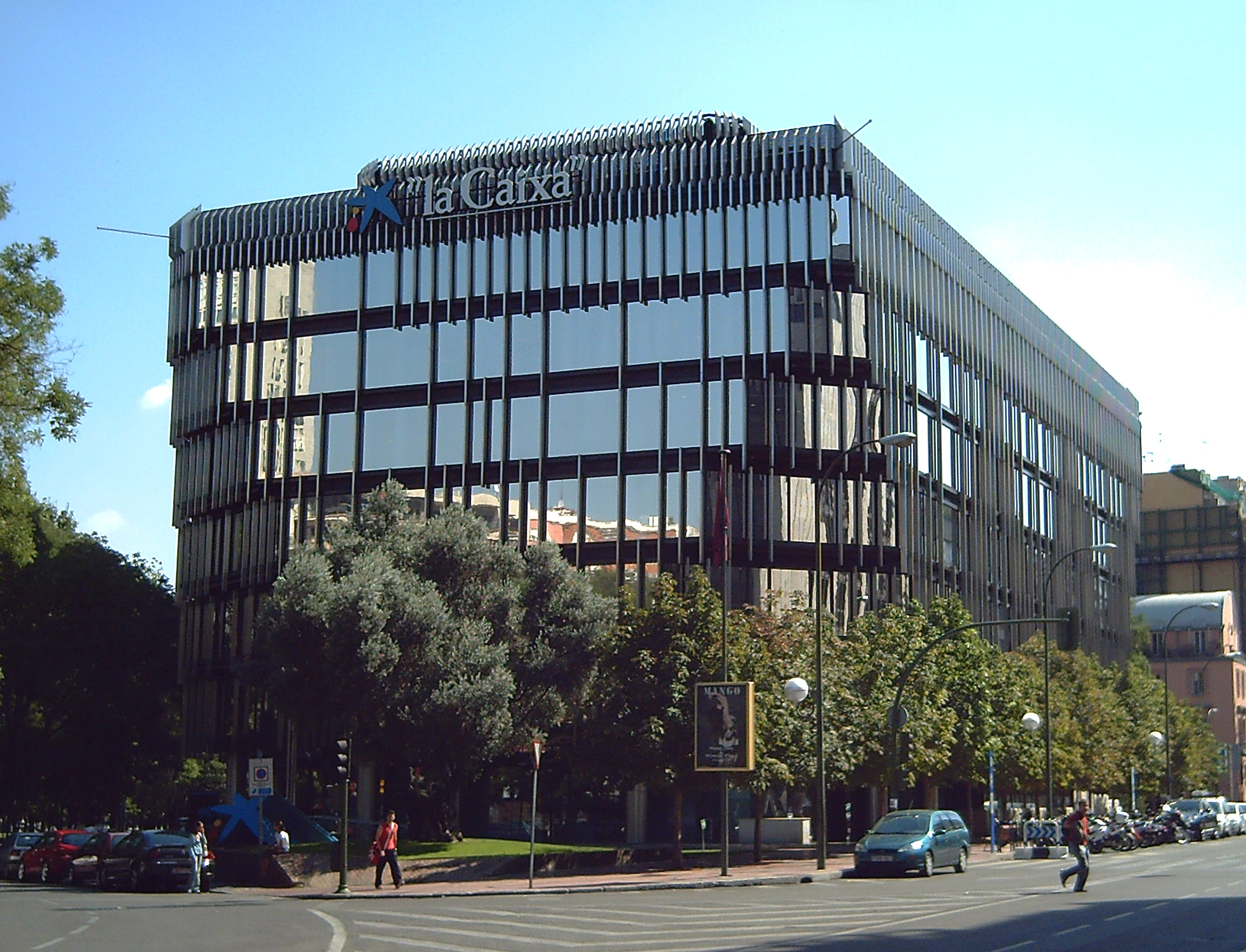
La Caixa (Madrid).

A "la Caixa" Spanyolország harmadik legnagyobb, illetve Katalónia tartomány legnagyobb bankja. A bank teljes neve Caixa d'Estalvis i Pensions de Barcelona (magyarul: Barcelonai Takarék- és Nyugdíjpénztár), de a legtöbben csak "la Caixa"-ként ismerik. Európa egyik legfontosabb nyugdíj- és takarékpénztára. Nevét mindig kis "l"-lel, és idézőjelek közé írják.
A "la Caixa" mai formájában 1990. július 27-én alakult, amikor is két elődje, az 1904-ben alapított Caja de Pensiones para la vejez y de Ahorros de Cataluña y Baleares és az 1844-es alapítású Caja de Ahorros y Monte de Piedad de Barcelona fuzionált. Az új jogi személy teljes neve Caixa d'Estalvis i Pensions de Barcelona lett.
A bank társadalmi szerepvállalása figyelemreméltó: a betéteken elhelyezett forrásokat olyan projektekbe fekteti be, mely a társadalom egészének javára szolgál. A bank jellemzően nagyon stabil befektetésekkel ügyködik, s ez nagy biztonságot jelent a betétesek számára.
Sajátos helyzete miatt a bank tartja fenn az egyik legnagyobb jótékonysági szervezetet Spanyolországban, mely a világ egyik legnagyobb ilyen szervezete. Az alapítvány nagyszabású beruházásokat hajt végre, mint az Alzheimer-kór kutatás, a gyermek- és idősgondozás, az iskolák technológiai fejlesztése, idősek otthonainak fenntartása, és még sok mást is.
2005-ben a bank elnyerte a "Katalónia Kormányának Aranyérme" kitüntetést jótékonysági akcióiért.